# Operación Fortitude

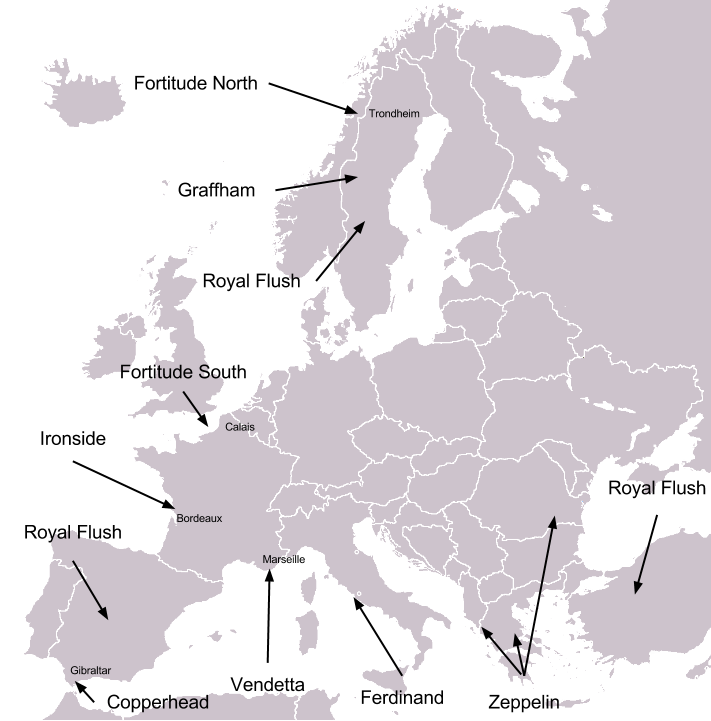
Escenarios de las diferentes operaciones de diversión de la Operación Fortitude (1945).

La Operación Fortitude (Fortaleza) es el nombre en clave de la operación de engaño puesta en marcha durante el transcurso de la Segunda Guerra Mundial. El engaño fue llevado a cabo por británicos y estadounidenses con el objetivo principal de convencer a los alemanes de que la invasión de Francia se iba a llevar a cabo en el puerto de Calais, a unos 250 km del planeado desembarco real en las playas de Normandía.
Fortitude fue la mayor operación de desinformación realizada durante la guerra, incluso por delante de la gran maskirova desplegada por los soviéticos para camuflar sus intenciones durante la casi simultánea Operación Bagration. Incluía varios planes secundarios, para mantener en sus posiciones a muy diferentes unidades de la Wehrmacht y también para que la confusión saturara a los servicios de inteligencia alemanes. 

## Fortitude Norte
El objetivo de Fortitude Norte era mantener en su lugar a las fuerzas de ocupación alemana desplegadas en Noruega. Para la ocupación de Escandinavia el ejército alemán tenía desplegados cientos de miles de hombres que se mantuvieron allí hasta el final de la guerra por decisión personal de Hitler, contra la opinión de muchos de sus generales, como Gerd von Rundstedt y Erwin Rommel, que entonces era el principal responsable de la defensa del Muro atlántico. A tal fin se fingió el despliegue en Escocia de varias unidades ficticias que formaban parte de un supuesto «4.º Ejército Británico».

## Fortitude Sur

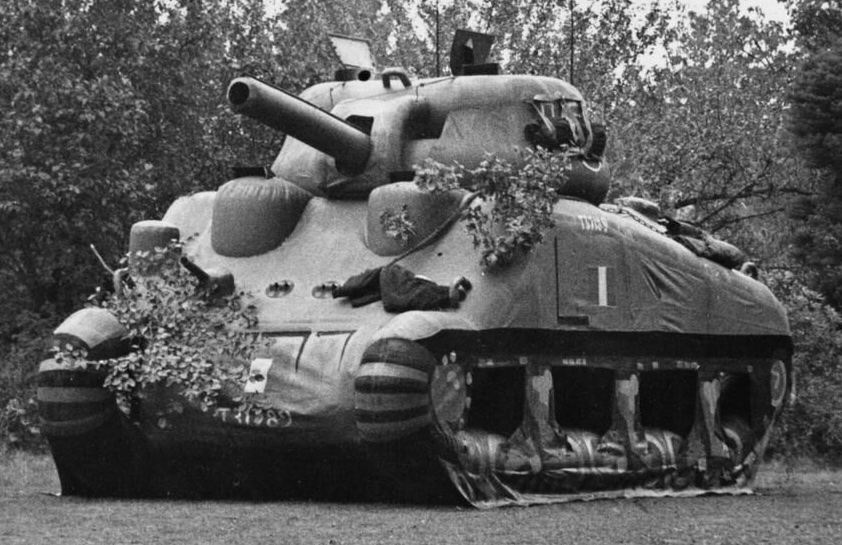
Un tanque inflable a imitación del M4 Sherman.

Fortitude Sur era la operación principal: pretendía persuadir a los alemanes no solo de que el desembarco aliado se produciría en la zona de Calais (la ruta más corta por mar y la más cercana a la frontera alemana) sino también de que cualquier ataque en otros puntos, como Normandía, consistiría simplemente en operaciones de diversión. Para garantizar el éxito de este engaño, los aliados hicieron creer que el general George Patton, uno de los mandos aliados más famosos y temidos por los alemanes, estaba al mando de once divisiones del ficticio «I Grupo de Ejércitos de los Estados Unidos», en el sur de Inglaterra. El efecto se completó con el despliegue de centenares de aviones, tanques y lanchas falsos, además de con las constantes emisiones por radio de los cuarteles generales de los supuestos ejércitos de invasión.
A Patton solo se le permitió trasladarse a Francia un mes después del desembarco, el 6 de julio, momento en el que los alemanes aún temían que debía dirigir un segundo desembarco en Calais. El traslado de Patton no significaba el final de Fortitude, sino que se designó como su sucesor al frente del «I Grupo de Ejércitos» al general Lesley J. McNair, aunque McNair murió el 25 de julio, a causa del fuego amigo de un bombardeo norteamericano sobre la carretera Périers-Saint-Lô, durante una visita secreta al frente en el transcurso de la Operación Cobra. Solo el 16 de agosto se levantaron las restricciones informativas sobre las operaciones de Patton en Francia y se le confirmó públicamente el ascenso a general de división.
Uno de los mayores artífices de este engaño fue el agente doble español Juan Pujol, alias Garbo. Pujol pretendía dirigir una red de más de veinte agentes que, en realidad, solo transmitían al espionaje alemán informaciones preparadas desde Londres. Otros agentes destacados fueron el yugoslavo Dušan Popov (Triciclo), y el polaco Roman Garby-Czerniawski.

## Otras operaciones

### Operación Ironside
Ironside estaba pensada para hacer creer a los alemanes que unas dos semanas después del desembarco principal los aliados tenían intención de completarlo con un ataque sobre la costa francesa del Golfo de Vizcaya. Se pretendía entre otras cosas que los alemanes no movieran a la 11.ª División Acorazada destinada en Burdeos. La Luftwaffe, que también temía un ataque en la zona de Bretaña, ordenó la destrucción de cuatro aeródromos situados cerca de la costa..

### Operación Copperhead
En este caso se pretendía simular la preparación de más desembarcos en el Mediterráneo, para lo cual se envió a Gibraltar y Argel un actor que se hizo pasar por el general Montgomery de gira por la zona.

### Distracciones durante la invasión
Durante el desembarco de Normandía y también en las siguientes semanas los aliados tomaron toda una serie de medidas en apoyo directo o indirecto de la Operación Fortitude. Entre ellas una declaración falsa hecha por Winston Churchill ante la Cámara de los Comunes: «Es el primero de una serie de desembarcos».
Simultáneamente al lanzamiento de las primeras fuerzas aerotransportadas, justo antes de la medianoche del 5 de junio de 1944, la RAF puso en marcha la Operación Titanic. Cuarenta aviones lanzaron tiras de aluminio para despistar a los radares, equipos de unidades especiales del SAS y unos trescientos falsos paracaidistas, muñecos explosivos que los alemanes llamaron «explosivpuppen». Cuando los informes sobre estas marionetas llegaron a los mandos, muchos de ellos, como el jefe de Estado Mayor de Rommel, Hans Speidel, lo interpretaron como una confirmación de que estaban ante una operación de diversión.